# Equipo de protección individual

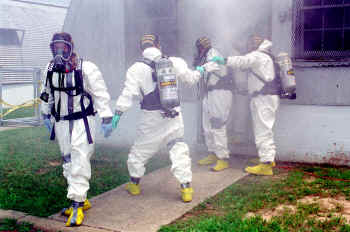
Agentes antidroga (DEA) vistiendo trajes NBQ nivel B

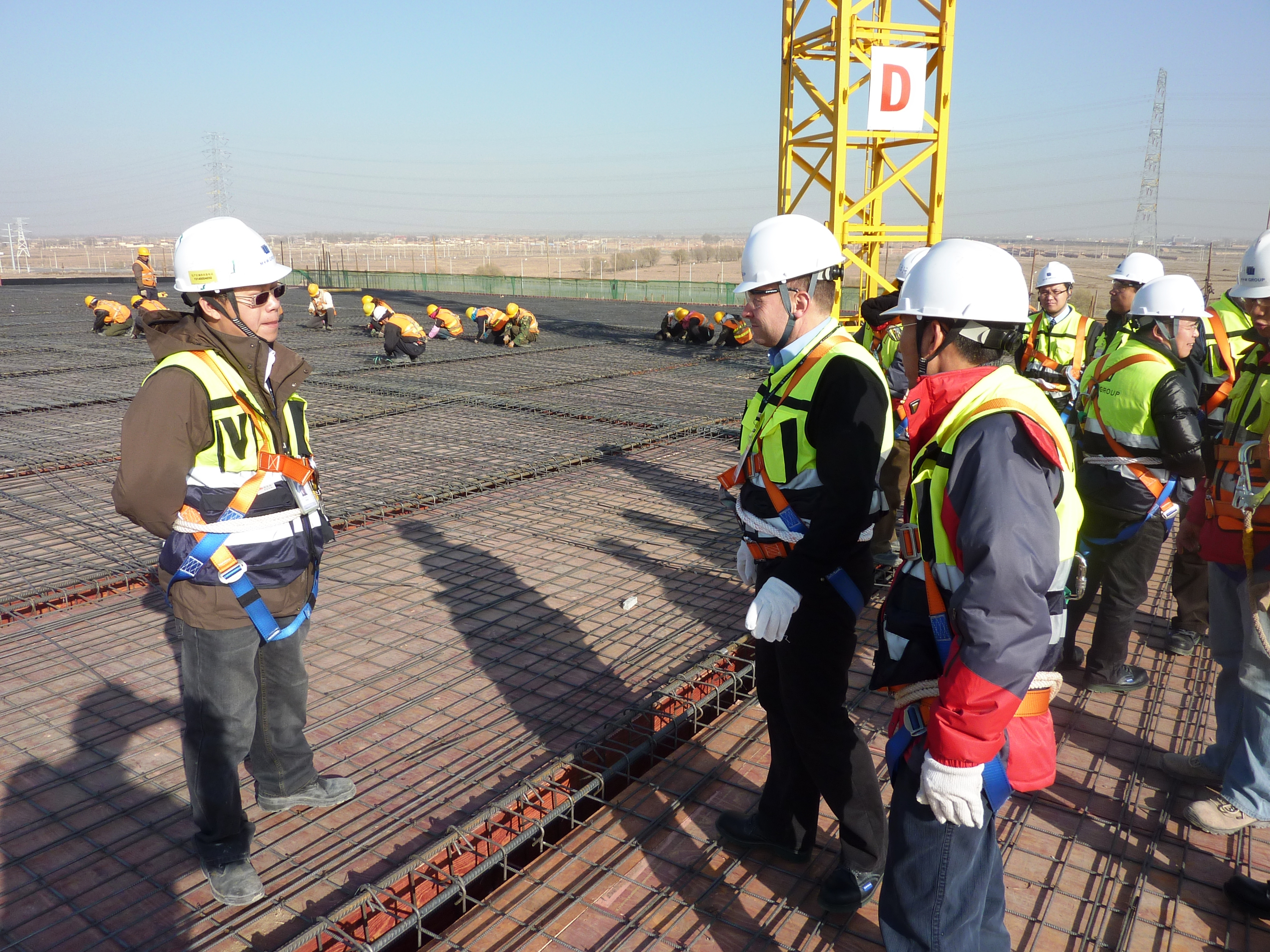
Supervisor instruyendo sobre el equipamiento de seguridad

En 1986 la Comisión Europea, la Directiva 89/686/CEE del Consejo de 30-11-1989, establece las disposiciones mínimas de seguridad y de salud para la utilización por los trabajadores en el trabajo de equipos de protección individual. A los efectos de dicha Directiva se entiende por equipo de protección individual (EPI) cualquier equipo destinado a ser llevado o sujetado por el trabajador o trabajadora para que le proteja de uno o varios riesgos que puedan amenazar su seguridad o su salud en el trabajo, así como cualquier complemento o accesorio destinado a tal fin.
Mientras que el Real Decreto 773/1997 de 30 de mayo, sobre disposiciones mínimas de seguridad y salud relativas a la utilización por los trabajadores de equipos de protección individual, define un equipo de protección individual como «cualquier equipo destinado a ser llevado o sujetado por el trabajador para que le proteja de uno o varios riesgos que puedan amenazar su seguridad o su salud, así como cualquier complemento o accesorio destinado a tal fin», excluyendo los siguientes equipos:
- la ropa de trabajo y uniformes que no estén específicamente destinados a proteger la seguridad o salud.
- los de los servicios de socorro y salvamento.
- los de los militares, policías y servicios de mantenimiento del orden.
- los de los medios de transporte por carretera.
- el material de deporte.
- el material de autodefensa o disuasión.
- los aparatos portátiles para la detección y señalización de los riesgos y de los factores de molestia.[4]

Aparte de la protección individual hay otra llamada protección colectiva, que son medidas que tratan de proteger a los trabajadores en su conjunto y a sus instalaciones.

## Norma general de uso
Los equipos de protección individual deberán utilizarse cuando los riesgos no se puedan evitar o no puedan limitarse suficientemente por medios técnicos de protección colectiva o mediante medidas, métodos o procedimientos de organización del trabajo.

## Obligaciones de los empresarios
- 1. Un equipo de protección individual debe adecuarse a las disposiciones comunitarias sobre diseño y construcción en materia de seguridad y de salud que lo afecten. En cualquier caso, un equipo de protección individual deberá:

- 1) ser adecuado a los riesgos de los que haya que protegerse, sin suponer de por sí un riesgo adicional;
- 2) responder a las condiciones existentes en el lugar de trabajo;
- 3) tener en cuenta las exigencias ergonómicas y de salud del trabajador;
- 4) adecuarse al portador, tras los necesarios ajustes.

- 2. En caso de riesgos múltiples que exijan que se lleven simultáneamente varios equipos de protección individual, dichos equipos deberán ser compatibles y mantener su eficacia en relación con el riesgo o los riesgos correspondientes.
- 3. Las condiciones en las que un equipo de protección individual deba utilizarse, en particular por lo que se refiere al tiempo durante el cual haya de llevarse, se determinarán en función de la gravedad del riesgo, de la frecuencia de la exposición al riesgo y de las características del puesto de trabajo de cada trabajador, así como de las prestaciones del equipo de protección individual.
- 4. Los equipos de protección individual estarán destinados, en principio, a un uso personal.

Si las circunstancias exigen la utilización de un equipo individual por varias personas, deberán tomarse medidas apropiadas para que dicha utilización no cause ningún problema de salud o de higiene a los diferentes usuarios. 
Una vez se elige un EPI y en función del resultado de las actuaciones desarrolladas, el empresario debe verificar la conformidad del equipo elegido con las condiciones y requisitos señaladas en el artículo 5 del RD 773/1997.
Consecuencias derivadas de las Condiciones de Seguridad
- Lesiones originadas en el trabajador por objetos móviles, materiales desprendidos, etc.
- Lesiones originadas por aplastamientos.
- Lesiones originadas por golpes contra objetos

Consecuencias derivadas de la Carga de Trabajo
- Accidentes
- Fatiga Mental (irritabilidad, nerviosismo, depresión, etc).

## Partes del cuerpo susceptibles de necesitar protección

### Protección paraoídos(auditiva)

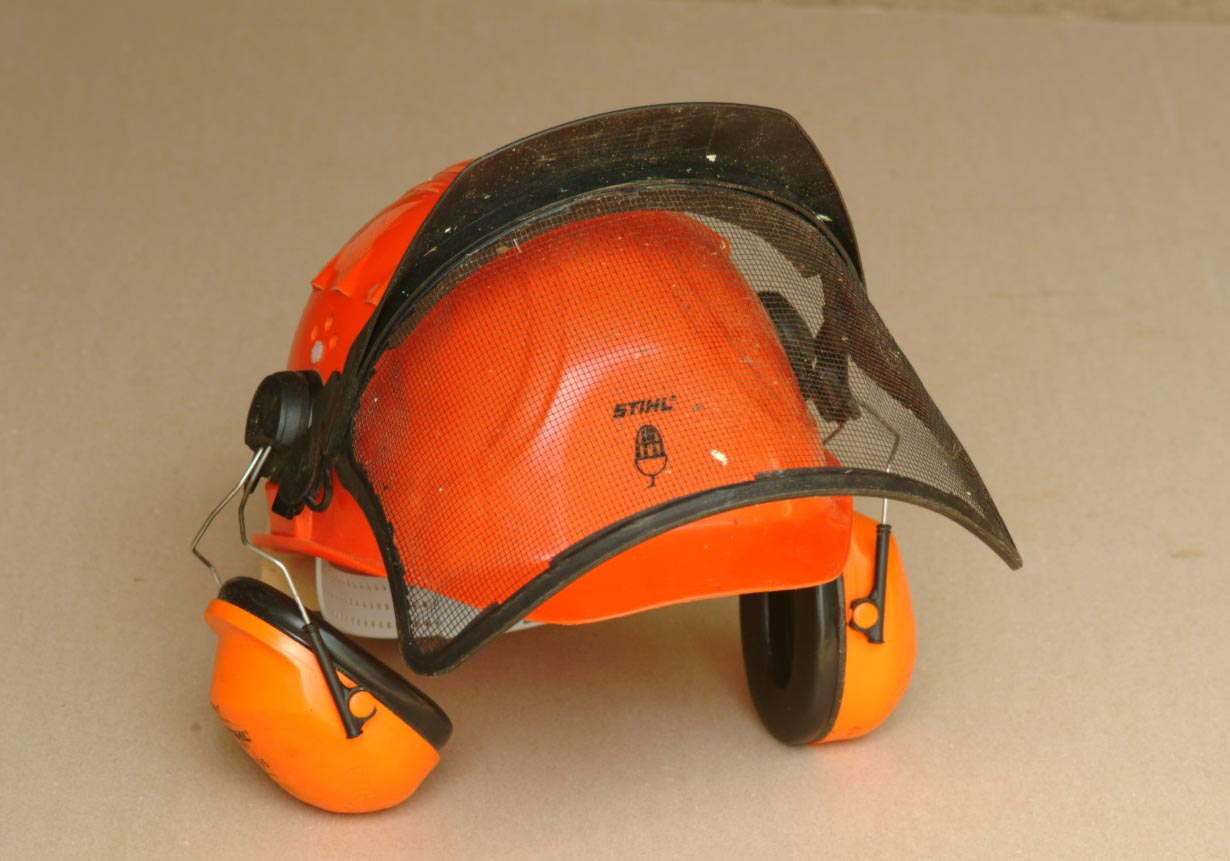
orejeras y visor en un casco de protección.

Uno de los factores más importantes que debemos tomar en cuenta para la selección de equipo protector de oídos es la capacidad que tiene de reducir el nivel de decibeles al que se está expuesto.
- orejeras: se enganchan a la cabeza y cubren ambos oídos
- tapones para los oídos: individuales, menor protección

### Protección paraojos(ocular)
- gafas
  - gafas con patillas (montura universal o integral)
  - gafas aislantes de un ocular
  - gafas de protección contra los rayos X, láser, ultravioletas, infrarrojos y visibles (v.g. entre ellas las gafas de sol)
- pantallas faciales
  - máscaras y cascos para soldadura por arco (pantalla de soldador)
  - pantallas faciales contra salpicaduras de líquidos (EN 166:2001)

### Protección para elsistema respiratorio

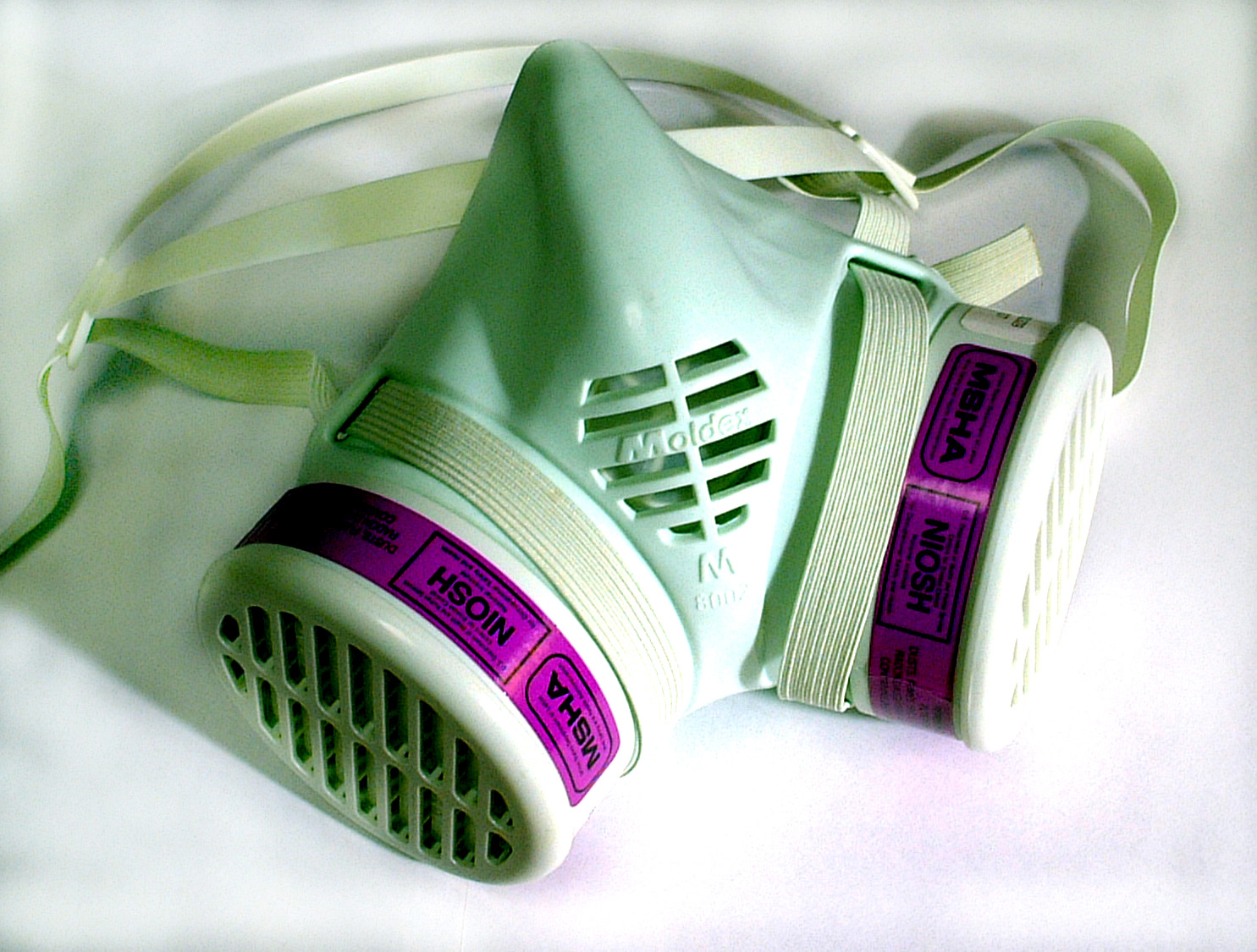
Máscara HEPA.

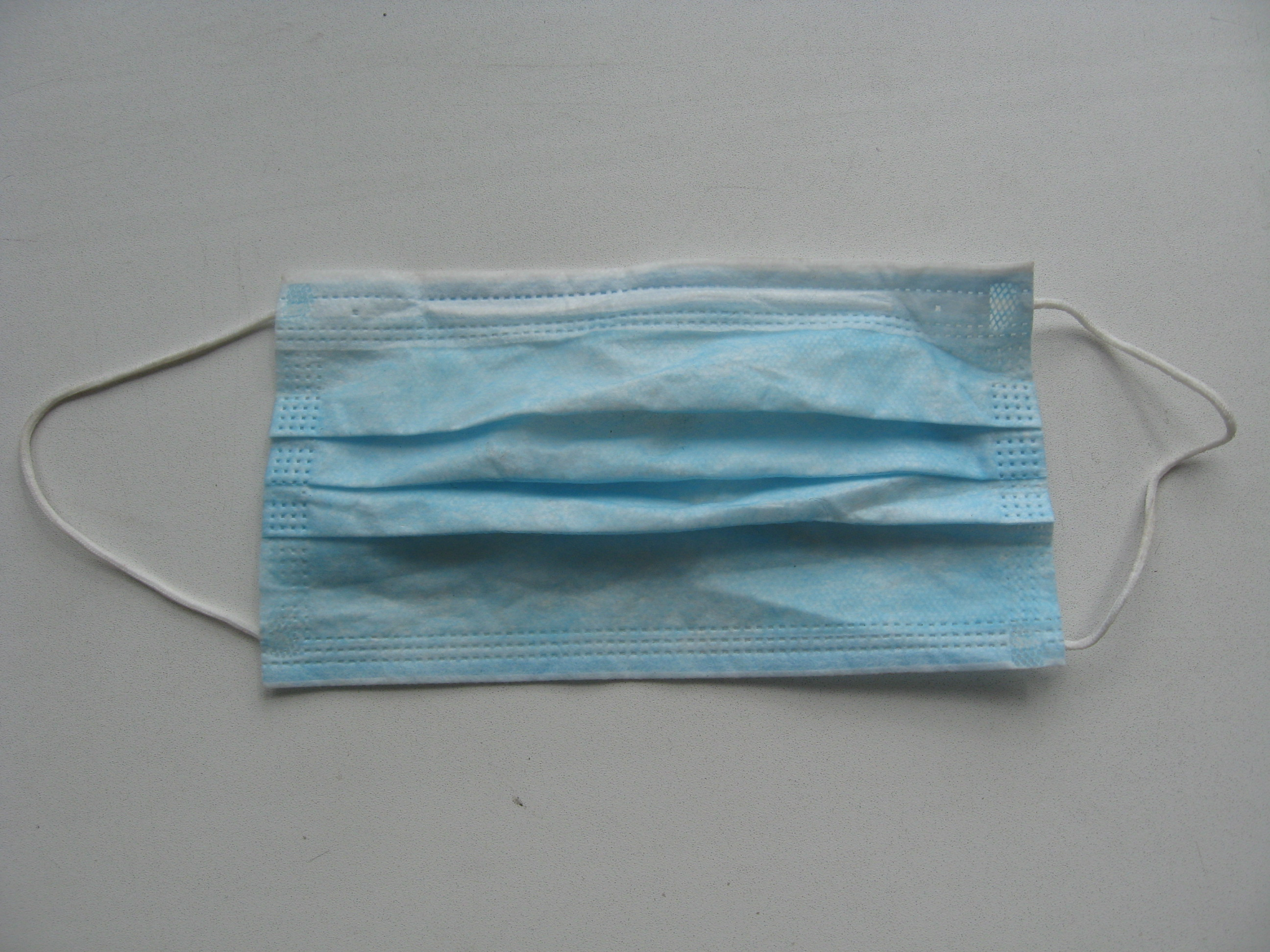
Mascarílla quirúrgica.

- filtros: el más sencillo, un pañuelo sobre la boca y nariz
  - mascarilla quirúrgica o respirador: evita contagios e infecciones (mascarilla FFP2, mascarilla FFP3, N95)
  - mascarilla autofiltrante: evita ahogos y contagios (mascarilla FFP2, mascarilla FFP3, N95)
  - máscara antipartículas: evita la polución y los contagios (mascarilla FFP2, mascarilla FFP3, N95)
  - máscara antigás: evita materiales tóxicos
  - máscaras con filtros.
- máscara de buzo (escafandra): cubre toda la cabeza
- máscara de oxígeno: utilizada por pilotos en vuelos a mucha altura
- equipo de respiración autónoma: botellas de aire comprimido para submarinistas, bomberos o equipos de salvamento
- equipo de respiración asistida: para trabajos continuos con suministro de aire.

### Protección para eltronco
- chaleco
  - chaleco antibalas
- armadura
- arnés, usado por ejemplo en un parapente
- cinturón de sujeción del tronco

### Protección parabrazos
- codera: para hacer más leves los golpes en el codo
- muñequera, usada por deportistas para prevenir lesiones en la muñeca
- mangas, mangas metálicas[7] usado para evitar cortaduras y accidentes imprevistas en los trabajos de construcción.

### Protección paramanos
- Guantes

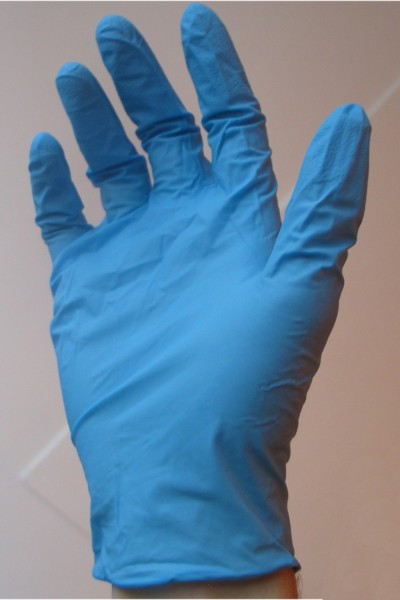
guantes de nitrilo.

  - Para evitar infecciones o contaminación: por , vinilo o nitrilo. Usados por médicos.
  - Guantes de protección contra sustancias químicas,
  - Para protegerse de temperaturas muy elevadas (por ej. los de soldador, o los necesarios para operar un horno).
  - Para evitar el frío.
  - Para protegerse de peligros mecánicos, como la fricción.
  - Para evitar heridas hechas por objetos punzantes por ej. los de cota de malla|malla de acero.
  - Para soportar impactos, como los de un guardameta portero.
- Mitón o Mitones, como el que usan los ciclismo ciclistas para no perder la destreza en los dedos.

### Protección parapiernas
- Pantalones especiales
  - Chaps (chaparajos), pantalones usados por vaqueros, herreros, o para poder caminar entre cactus y similares sin pinchazos
- Rodilleras, usada por ciclistas y motociclistas, entre otros
- Tobilleras
- Suspensorio, protección para genitales
  - Protección de espuma o cuero grueso para mujeres
  - Coquilla para hombres, como la que se usa en karate o béisbol
  - Pañales, usados por bebés o ancianos con incontinencia urinaria

### Calzado de protección
- Zapatos especiales (impermeables, suela antideslizante, duros...)
- Zuecos
- Botas

- Botas plásticas
- Botas industriales con puntera de acero para proteger de objetos que caigan, o con suela especial para evitar pinchazos (para los barrenderos)
- Botas de seguridad con puntera de fibra de vidrio
- Botas de seguridad dieléctrica
- Zapatos con suela anti deslizante

### Otra indumentaria de protección

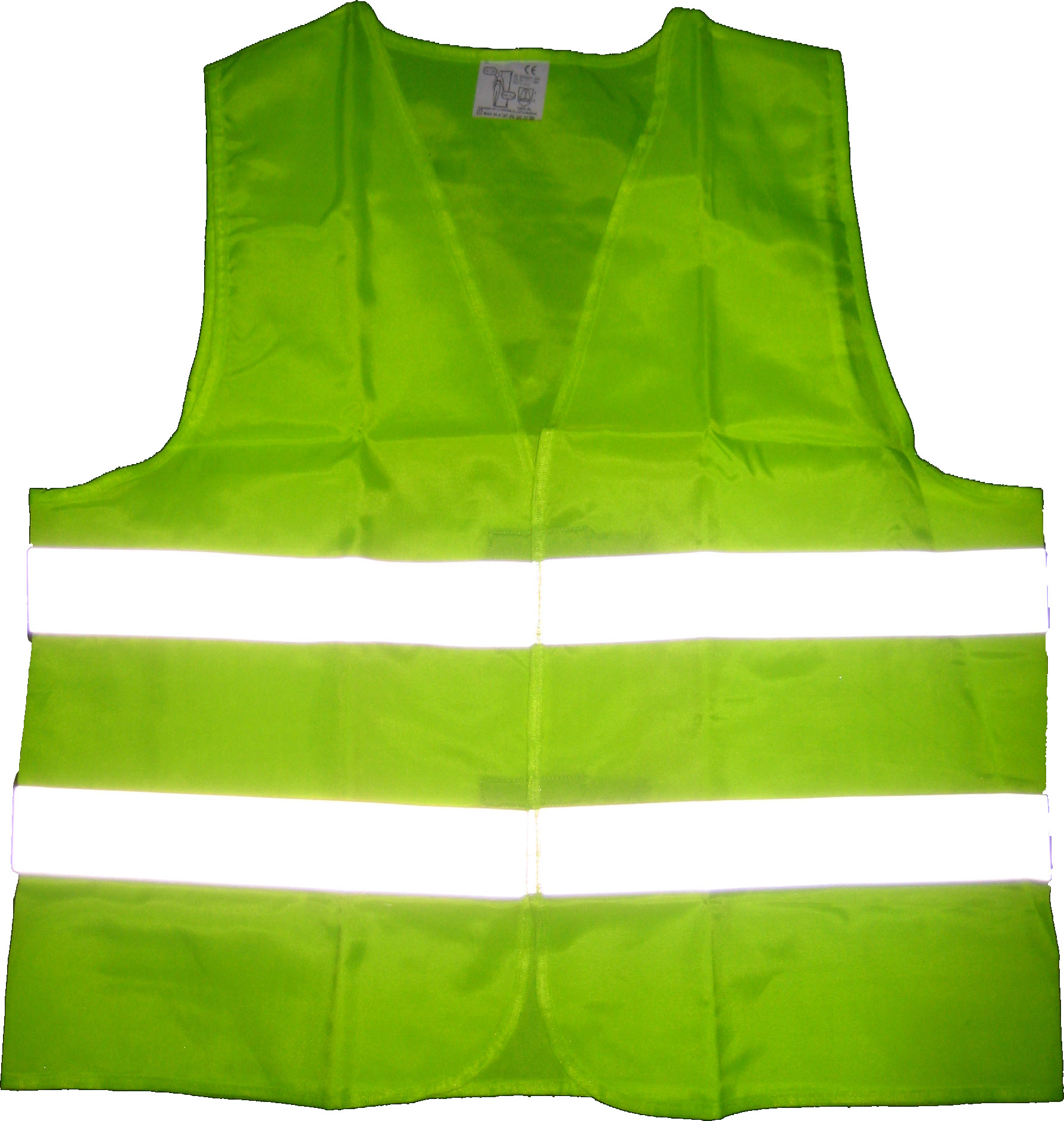
ropa de alta visibilidad.

- Usada en escalada y en construcción para evitar caídas: arnés, cintas, mosquetón, cuerda, etc.
- Ropa de alta visibilidad: fosforescente, por ejemplo para asegurar alta visibilidad de noche o con niebla, y así evitar accidentes de tráfico
- Traje ignífugo para bomberos y otros trabajadores cercanos al fuego
- Cinturones o chalecos reflectantes
- Ropa antiestática (que previene la acumulación de electricidad estática, previniendo así de daños por cualquier descarga electrostática)
- Chaleco salvavidas usado al navegar o en el descenso de ríos
- Cinturón de seguridad en los automóviles
- Delantal o bata usada en hospitales, laboratorios o talleres
- Impermeable para protegerse de la lluvia

### Equipos completos
- Traje espacial usado por astronautas
- Escafandra para buzos
- Equipo de submarinismo para resistir la pérdida de temperatura, humedad y en ocasiones los contaminantes. Incluye traje de neopreno, máscara, botellas de aire comprimido, aletas, cinturón, reloj sumergible, y otros
- Traje de apicultura usado por apicultores, que han de evitar, entre otras cosas, que no entren abejas por los pantalones
- Equipo para usar una sierra eléctrica (ropa con tela Kevlar, guantes antivibración, botas de seguridad, casco con protección facial, y orejeras)
- Traje NBQ: traje completo para la protección contra la contaminación Nuclear, Química y Bactereológica.
- indumentaria para trabajar con bajas temperaturas, por ejemplo en neveras en la industria alimentaria

## Ropa de protección
La ropa de protección es ropa especialmente diseñada para trabajar en condiciones extremas.
Puede ser para:
- evitar daños en el cuerpo de quien la lleva. Por ejemplo, porque se ha de trabajar con electricidad, calor, elementos químicos, o infecciosos.
- proteger el entorno de la polución o infección que pueda causar el trabajador. Por ejemplo, en una cocina o una fábrica de microchips.
- ambos tipos de protección (trabajador y entorno). Por ejemplo, para un dentista o un cirujano.

Es un concepto muy genérico, bajo el que se incluyen:
- la mayoría de ropa industrial
- alguna ropa de deporte, como la de jugar a rugby, béisbol, o hockey sobre hielo
- armaduras, escudos, chalecos antibalas, y otras protecciones para la batalla

Para toda la ropa de protección se suelen usar materiales especiales, como el Kevlar, el Nomex o el Marlan.